# Черневич, Станислав
Станислав Черневич (пол. Stanisław Czerniewicz; 15 августа 1728, Каунас — 7 июля 1785, Стайки) — генеральный викарий Общества Иисуса (иезуитов) в России в 1782—1785 годах.

## Биография
Обучался в иезуитской коллегии в Вильне. В 1759 году был вызван в Рим, где вплоть до 1768 года служил секретарем польского ассистента Общества Иисуса. Затем вернулся в Великое Княжество Литовское, где был назначен ректором полоцкой коллегии.
В 1772—1773 годах ситуация для иезуитов на территории современной Белоруссии резко изменилась. В 1772 году в результате первого раздела Речи Посполитой часть белорусских земель, включая Полоцк, оказалась включённой в состав Российской империи. Двести один иезуит в четырех колледжах и двух резиденциях польских и литовских областей внезапно для себя оказались под правлением императрицы Екатерины II. В 1773 году папа Климент XIV опубликовал послание Dominus ac Redemptor, которым распустил Общество Иисуса. Незадолго до публикации послания Черневич был назначен вице-провинциалом иезуитов в литовско-белорусских землях.
После публикации Dominus ac Redemptor в Польше литовско-белорусский провинциал Казимир Собольский, бывший подданным Польши, сложил с себя звание провинциала. Однако на вновь отошедших к России землях Екатерина II, покровительствовавшая иезуитам, приказала считать папское посланием недействительным и отказалась позволить его публикацию.
Черневич обратился к папскому нунцию в Польше, кардиналу Джузеппе Гарампи, объясняя щекотливость ситуации: фактически он оказался главой иезуитов Белоруссии и вынужден балансировать между непослушанием императрице и непослушанием папе. Нунций не дал ответа, после чего Черневич был вынужден обратиться к папе Пию VI. В письме Черневич упомянул позицию адвокатов Общества, считавших, что для иезуитов в Белоруссии, поскольку послание о роспуске там обнародовано не было, по-прежнему было необходимым продолжать соблюдать монашеские обеты и конституции Общества. Далее он указал, что, несмотря на такую интерпретацию, некоторые из его подчиненных колеблются и считают себя обязанными выйти из Общества.
13 января 1776 года Папа дал загадочный ответ: «Пусть плод ваших молитв, как предвижу я и желаешь ты, будет благоприятен», после чего белорусские иезуиты продолжали служение в своих школах и церквях, фактически на территории Российской империи все иезуитские структуры продолжали функционировать в неизменном виде.
Черневич уведомил российские власти, что иезуиты не смогут продолжать свою работу в школах, если их будет некому сменить и попросил разрешения на открытие новициата. Разрешение было получено и 2 февраля 1780 года в Полоцке открылся новициат.
25 июля 1782 года Екатерина II подписала указ о разрешении Обществу выбрать генерального викария, фактически наделённого полномочиями Генерала Общества, «дабы Общество имело верховного главу, пока не будет восстановлен римский генерал».
17 октября 1782 года делегаты избрали генеральным викарием Станислава Черневича. Папа сначала не признал законности выборов, однако в 1783 году после настойчивых просьб российского двора признал статус Черневича, как генерального викария и дал устное одобрение существованию иезуитов в России. Черневич был сторонником поддержания хороших отношений с царской администрацией, что можно объяснить также тем, что его суконная фабрика было поставщиком для русской армии.
18 июля 1785 года Черневич умер. Итогом его фактического руководства орденом в 12 тяжёлых для иезуитов лет стало сохранение Общества в России и признание этого факта Святым Престолом. Преемником Черневича на посту генерального викария стал Гавриил Ленкевич.